# Xerus
Xerus là một chi động vật có vú trong họ Sóc, bộ Gặm nhấm. Chi này được Hemprich and Ehrenberg miêu tả năm 1833. Loài điển hình của chi này là Sciurus (Xerus) brachyotus Hemprich and Ehrenberg, 1832 (= Sciurus rutilus Cretzchmar, 1828). Các loài trong chi này chỉ được tìm thấy ở châu Phi

## Các loài
Chi Xerus được chi thành 3 phân chi và gồm 4 loài:
- Chi Xerus
  - Phân chi Euxerus
    - Xerus erythropus (tây nam Maroc, nam Mauritania và Senegal)

  - Phân chi Geosciurus
    - Xerus inauris (Namibia, Botswana, Zimbabwe, Nam Phi)
    - Xerus princeps (tây nam Angola, Namibia)

  - Phân chi Xerus
    - Xerus rutilus (đông bắc đến đông nam Tanzania)

## Hình ảnh

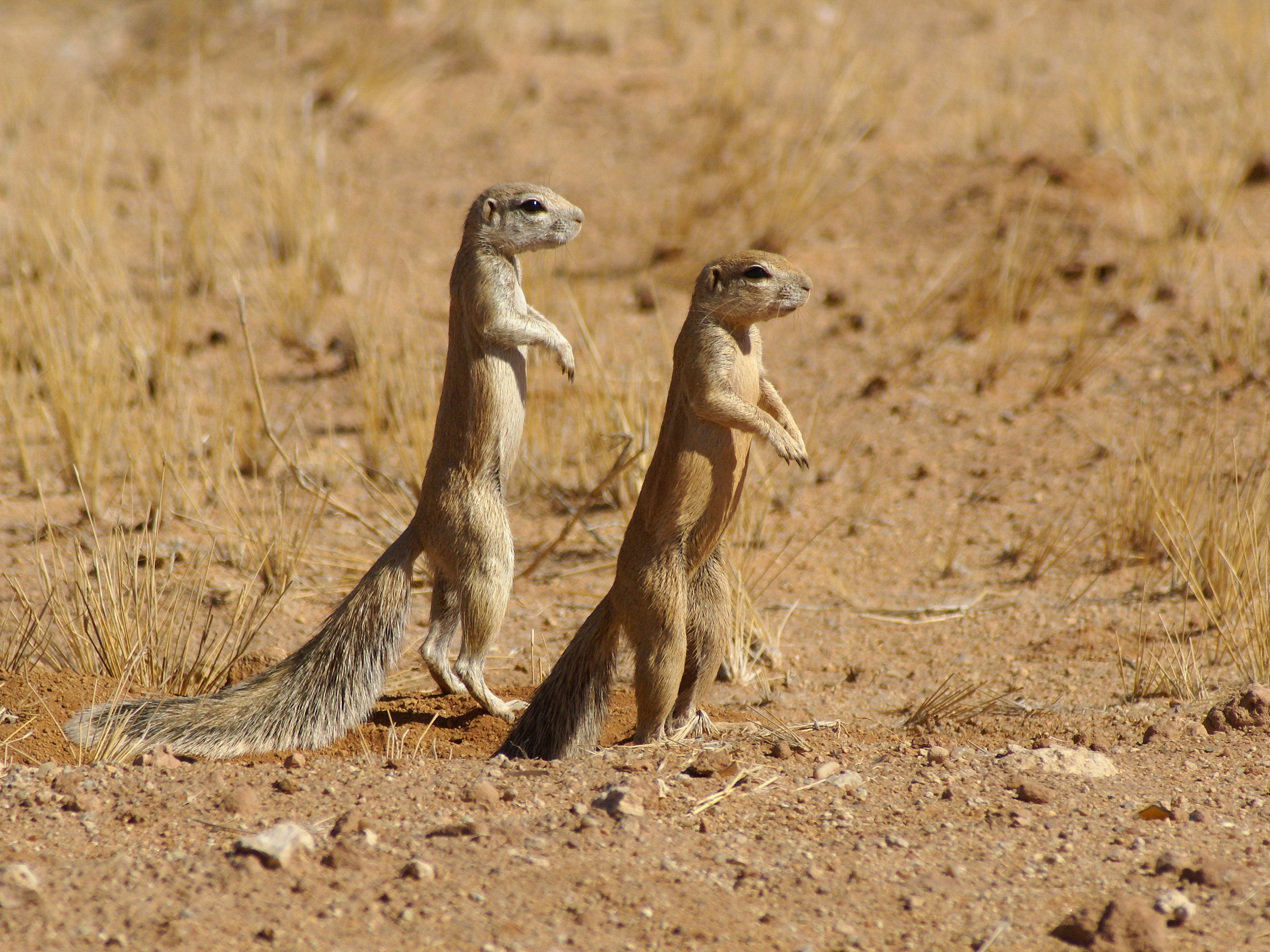
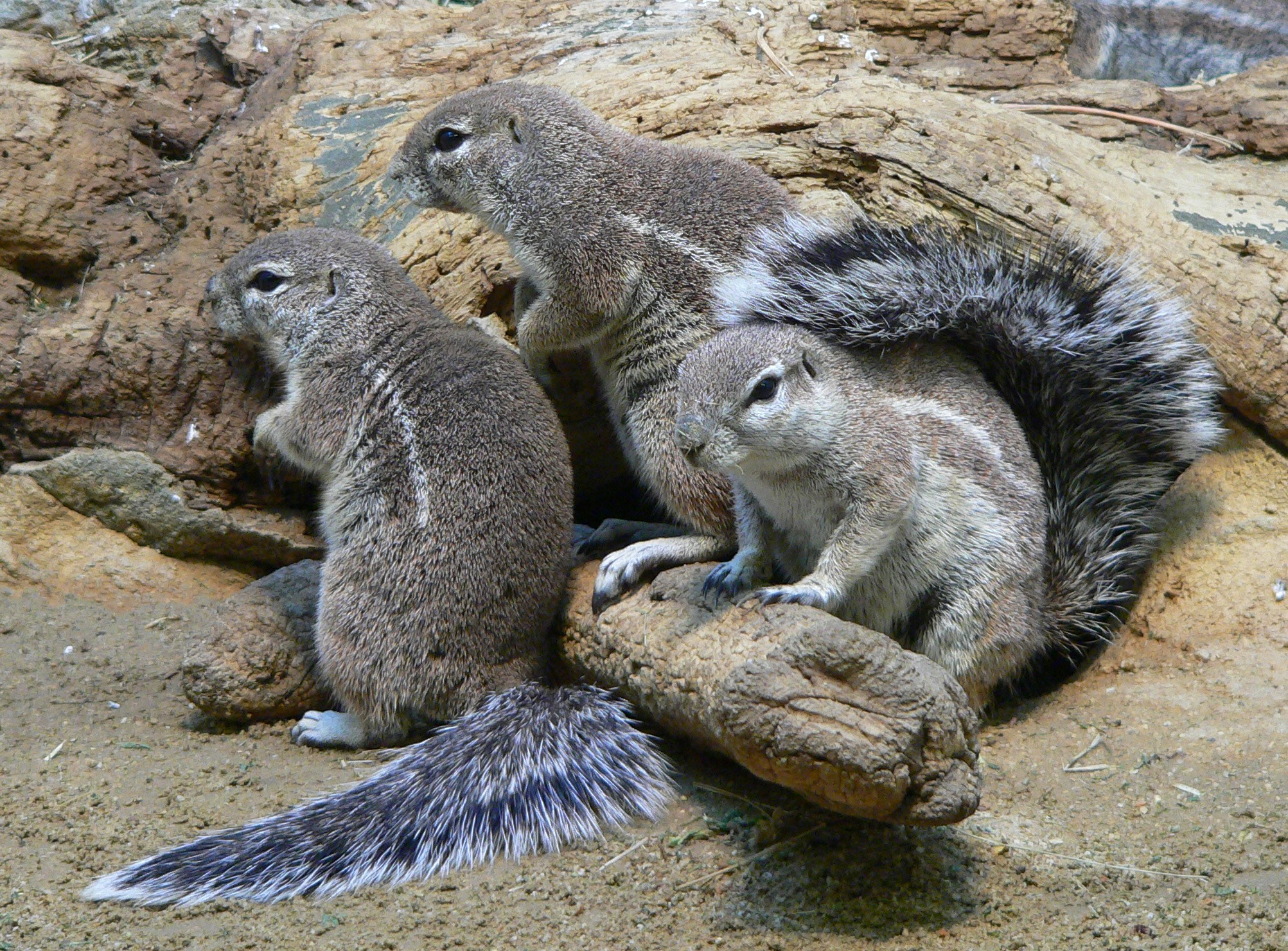
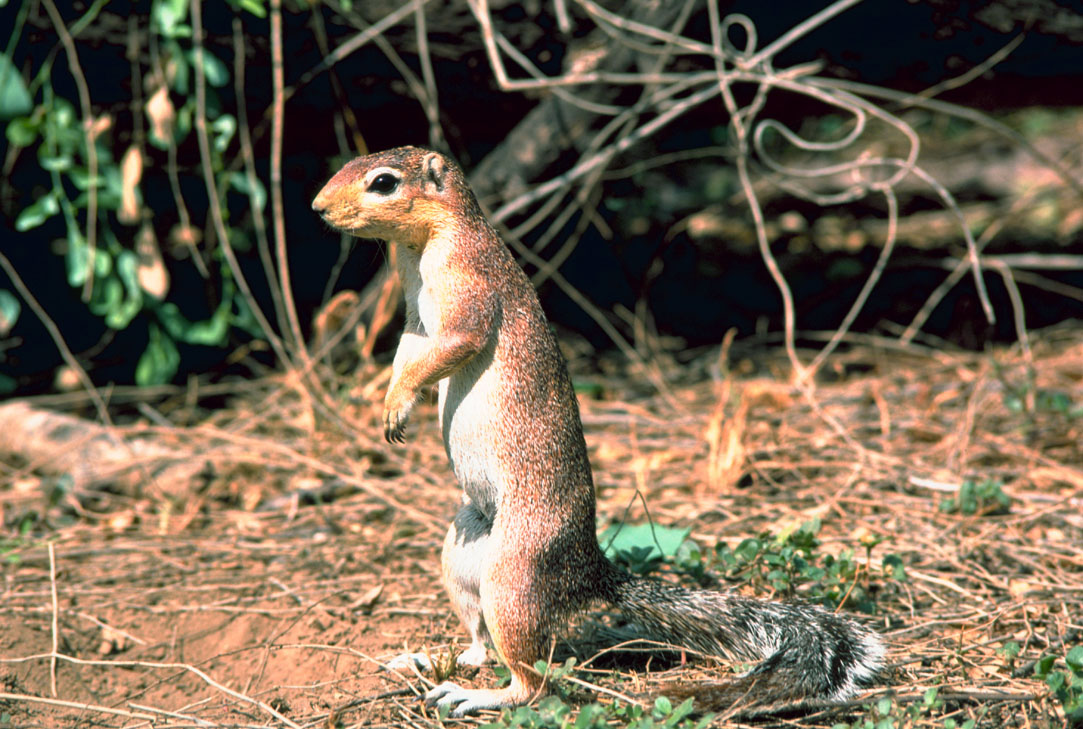
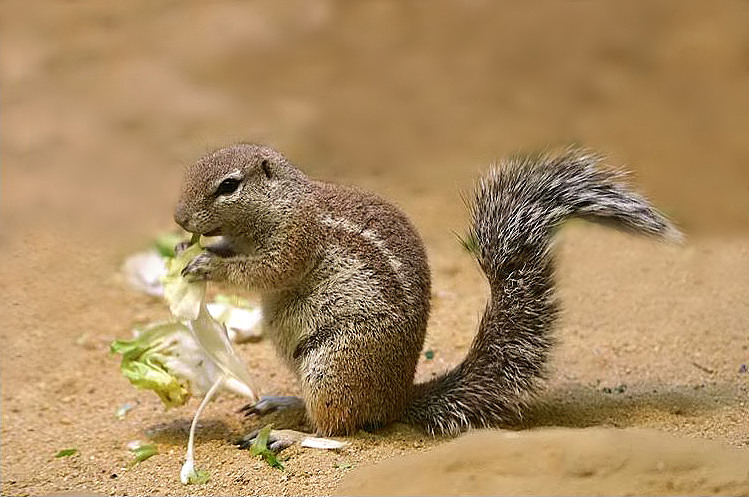